# Barichneumon fuscatus
Barichneumon fuscatus är en stekelart som först beskrevs av Tohru Uchida 1925.  Barichneumon fuscatus ingår i släktet Barichneumon och familjen brokparasitsteklar. Inga underarter finns listade.